# Hansa-Brandenburg W
Die Hansa-Brandenburg W war ein Wasserflugzeug, das im Ersten Weltkrieg als Aufklärungs- und Schulflugzeug eingesetzt wurde.

## Entwicklung
Ernst Heinkel entwickelte die Hansa-Brandenburg W für den Seeflugwettbewerb, der am 1. August 1914 in Warnemünde stattfinden sollte. Der Wettbewerb fiel jedoch wegen des Kriegsbeginns aus. Das Flugzeug konnte aber als Aufklärer verwendet werden. Die Marine übernahm 27 Maschinen, die sie als Mehrzweckflugzeuge einsetzte.

## Beschreibung
Das Flugzeug war ein dreistieliger Doppeldecker in Holz-/Stoffbauweise, der von einfachen an Streben befestigten Schwimmern getragen wurde.

## Bekannte Marinenummern
| Marinenummer | Hersteller        | Stückzahl |
| ------------ | ----------------- | --------- |
| 71/72        | Hansa-Brandenburg | 2         |
| 231–235      | Hansa-Brandenburg | 5         |
| 260–273      | Hansa-Brandenburg | 14        |
| 422/423      | Hansa-Brandenburg | 2         |
| 1478–1480    | Hansa-Brandenburg | 3         |
| gesamt       | gesamt            | 26        |

## Technische Daten
| Kenngröße           | Daten                                           |
| ------------------- | ----------------------------------------------- |
| Besatzung           | 2                                               |
| Länge               | 9,4 m                                           |
| Spannweite          | 16,5 m                                          |
| Flügelfläche        | 57,65 m²                                        |
| Startmasse          | 1215 kg                                         |
| Fluggeschwindigkeit | 90 km/h                                         |
| Triebwerk           | ein Reihenmotor Benz Bz.III mit 150 PS (110 kW) |